# Burak
Burak  (Beta L.) – rodzaj roślin należący do rodziny szarłatowatych (dawniej w wyodrębnianych osobno komosowatych). Obejmuje 12 gatunków występujących w basenie Morza Śródziemnego – w południowej Europie, północnej Afryce i południowo-zachodniej Azji, poza tym niektórzy przedstawiciele zostali szeroko rozpowszechnieni na świecie. W naturze przedstawiciele rodzaju rosną w miejscach kamienistych oraz na siedliskach ruderalnych. Szereg odmian uprawnych uzyskanych z buraka zwyczajnego to popularne warzywa.

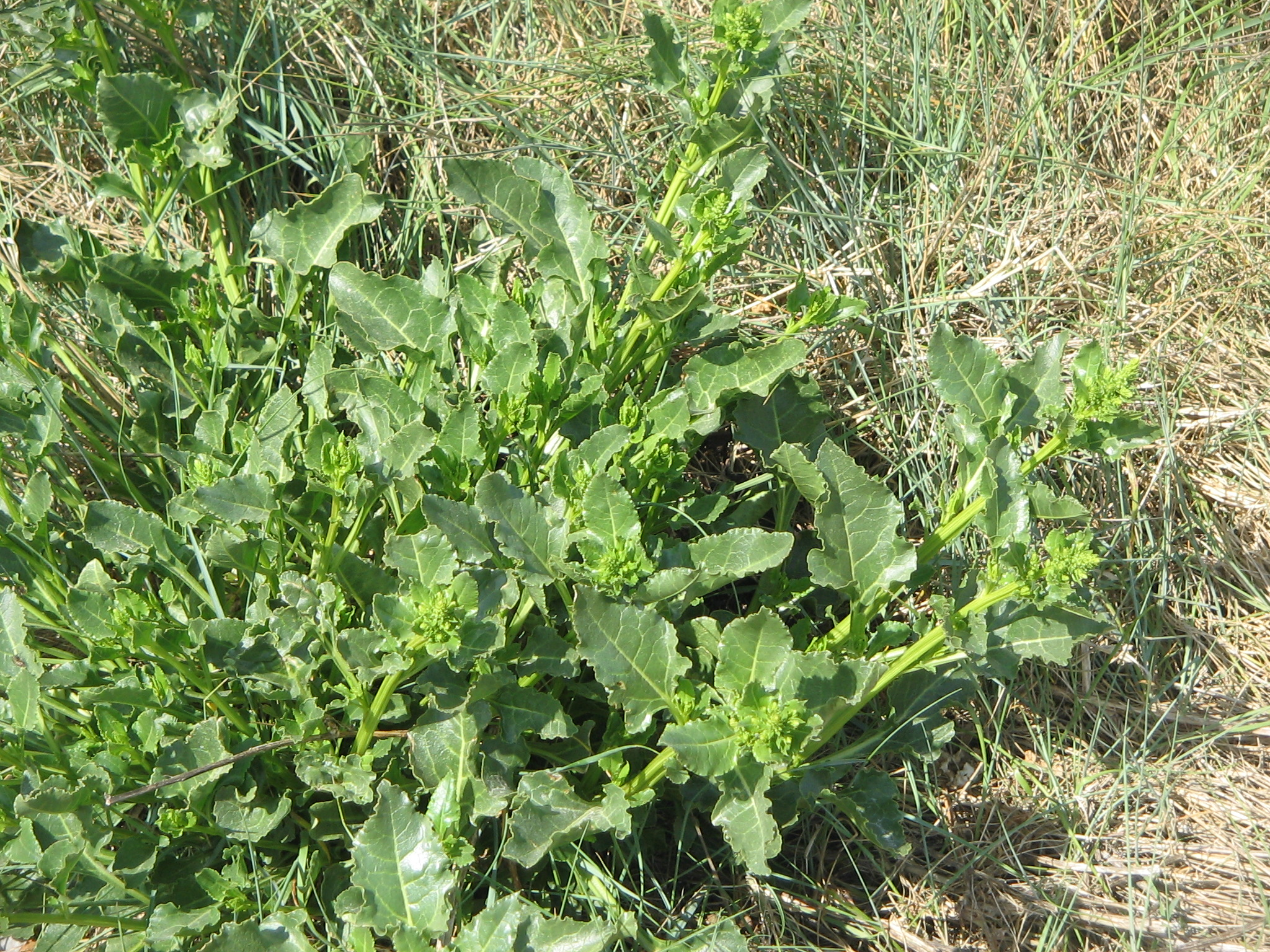
Dziki podgatunek buraka zwyczajnego

## Morfologia
PokrójRośliny jednoroczne, dwuletnie i byliny osiągające do 2 m wysokości, z łodygą prostą, pojedynczą lub rozgałęzioną, płożącą lub wzniesioną, często żebrowaną. Rośliny często czerwono nabiegłe i zwykle nagie.
LiścieSkrętoległe, ogonkowe, ze spłaszczonym ogonkiem, z blaszką liściową całobrzegą lub o brzegu falistym.
KwiatyDrobne, zebrane pojedynczo lub po 2–3 w luźne kłosy. Mają zielonawy 5-krotny okwiat, grubiejący podczas owocowania, jedna zalążnia wpółdolna zwieńczona dwiema lub trzema szyjkami słupka. Pręcików jest 5. Kwiaty wsparte są dwoma podkwiatkami.
OwoceSuche, jednonasienne, pękające wieczkiem. Czasem zrośnięte są po kilka w  tzw. kłębek.

## Systematyka
Pozycja systematyczna
Rodzaj z rodziny szarłatowatych (Amaranthaceae) w ujęciach włączających doń komosowate Chenopodiaceae lub z komosowatych w ujęciach zachowujących odrębność tej rodziny. W obrębie rodziny (niezależnie od jej ujęcia) włączany jest do podrodziny Betoideae i plemienia Beteae.
Gatunki flory Polski
W Polsce występuje tylko uprawiany burak zwyczajny. Wyróżniany w Krytycznej liście roślin naczyniowych Polski Beta maritima L. (jako efemerofit) w bazach taksonomicznych stanowi synonim buraka zwyczajnego (Beta vulgaris L.), a ściślej jego podgatunek Beta vulgaris subsp. maritima (L.) Arcang.
Wykaz gatunków
- Beta corolliflora Zosimovic ex Buttler
- Beta lomatogona Fisch. & C.A.Mey.
- Beta macrocarpa Guss.
- Beta macrorhiza Steven
- Beta nana Boiss. & Heldr.
- Beta palonga R.K.Basu & K.K.Mukh.
- Beta patula Aiton
- Beta trigyna Waldst. & Kit.
- Beta trojana Pamukç. ex Aellen
- Beta vulgaris L. – burak zwyczajny